# Hippomedon mercatoris
Hippomedon mercatoris is een vlokreeftensoort uit de familie van de Lysianassidae. De wetenschappelijke naam van de soort is voor het eerst geldig gepubliceerd in 1939 door Pirlot.